# Fiat CR.25

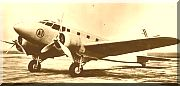

Fiat CR.25 là một mẫu máy bay tiêm kích/ném bom/trinh sát của Ý, trang bị cho Regia Aeronautica trong Chiến tranh thế giới II.

## Biến thể
- CR.25:
- CR.25bis:
- CR.25D:
- CR.25quater:

## Quốc gia sử dụng
Ý
- Regia Aeronautica

## Tính năng kỹ chiến thuật (CR.25)
Đặc điểm tổng quát
- Kíp lái: 2 hoặc 3
- Chiều dài: 13,56 m (44 ft 6 in)
- Sải cánh: 16 m (52 ft 6 in)
- Chiều cao: 3,30 m (10 ft 10 in)
- Diện tích cánh: 39,20 m² (421,39 ft²)
- Trọng lượng rỗng: 4.475 kg (9.845 lb)
- Trọng lượng có tải: 6.625 kg (14.575 lb)
- Động cơ: 2 × Fiat A.74 RC-38, 627 kW (840 hp)  mỗi chiếc

 Hiệu suất bay 
- Vận tốc cực đại: 450 km/h (241 kn, 278 mph)
- Tầm bay: 1.500 km (810 nmi, 925 mi)
- Trần bay: 7.950 m (26.076 ft)

Trang bị vũ khí

- Súng máy: 3 × khẩu Breda-SAFAT 12,7 mm (.5 in)
- Bom: 300 kg (660 lb)